# エキシビション・スタジアム
エキシビション・スタジアム（Exhibition Stadium）は、カナダのオンタリオ州トロントにかつて存在したスタジアム。カナディアン・フットボール・リーグ（CFL）のトロント・アルゴノーツが1959年から1988年まで、MLBのトロント・ブルージェイズが1977年から1989年まで、本拠地として使用していた。1986年にはWWEの大会ザ・ビッグ・イベントが開催され、会場最多となる74,000人を動員している。
オンタリオ湖のほとりに建設されたため、春や秋は非常に寒く、全面雪に覆われたフィールドで試合が開催されたり（1977年4月7日、ホワイトソックス戦）、1984年には強風で試合が中止になったりしたことがある。どちらも大リーグ史上唯一の珍事である。
湖畔近くにあるため周りには鳥が多く飛んでいることがあった。1983年8月4日、ヤンキースのデーブ・ウィンフィールドが鳥を追い払おうとしてボールを投げたところ、バウンドしたボールが鳥に直撃し、鳥が即死した。ウィンフィールドは試合終了後、動物虐待の容疑で警察に拘留された（最終的には不起訴となった）。